# Хальтокан
Хальтокан (исп. Jaltocán) — город и административный центр одноимённого муниципалитета в мексиканском штате Идальго. Численность населения, по данным переписи 2010 года, составила 6 201 человек.